# 장내초등학교
장내초등학교(墻內初等學校)는 대한민국 경기도 남양주시에 있는 공립 초등학교이다.

## 학교 연혁
- 2004년 10월 4일 장내초등학교 개교(5학급)
- 2005년 3월 8일 병설 유치원 개원(1학급)
- 2006년 3월 1일 20학급 편성
- 2007년 3월 1일 22학급, 병설유치원 3학급 편성
- 2008년 3월 1일 25학급 편성
- 2011년 3월 1일 28학급,특수1학급,유치원 4학급 편성
- 2012년 3월 1일 29학급,특수1학급,유치원 4학급 편성29학급,특수1학급,유치원 4학급 편성
- 2013년 3월 1일 31학급, 특수1학급, 유치원 5학급 편성

## 참고 자료
- 장내초등학교 - 한국교육학술정보원 학교알리미